# عبد الحميد الغزالي
عبد الحميد حسن الغزالي (23 فبراير 1937 ـ الشهداء - المنوفية/ 4 يونيو 2011) خبير مصرفي وتنموي مصري وأستاذ الاقتصاد والعلوم السياسية بجامعة القاهرة ومستشار سياسي سابق للمرشد العام للإخوان المسلمين

## حياته ونشأته
مواليد 23 فبراير 1937 ـ الشهداء / المنوفية / مصر. متزوج وله ثُلاث بنات متزوجات وله تسع أحفاد. تعرف على الإخوان كشبل في شعبة الإخوان في الشهداء ثم في بلدته ميت شهالة وهي أيضا بلدة الشيخ عبد المجيد سليم وهو خال والده كان مسئول الطلاب في هذه الشعبة. كان عضو مجلس شورى الإخوان ومسئولا عن القسم السياسي قرابة 8 سنوات. ألقى القبض عليه بسبب انتمائه للإخوان ثلاث مرات الأولى سنة 1954 وهو في المرحلة الثانوية والثانية سنة 1971 في انتفاضة الطلبة ثم مع مجموعة بحزب الوسط وكان معه المرشد السابق لجماعة الإخوان المسلمين مهدي عاكف وحكم عليهم بثلاث سنوات.
وشيعت جنازة الراحل د. عبد الحميد الغزالي من مسجد مصطفى محمود بالمهندسين في محافظة الجيزة عقب صلاة الظهر 
السبت، 4 يونيو 2011  و دفن بمقابر الأسرة ببلدته ميت شهالة
- دكتوراه الفلسفة في الاقتصاد ـ اقتصاديات التخطيط ـ المملكة المتحدة 1968م.

## مسيرته
- عضو هيئة التدريس بكلية الاقتصاد والعلوم السياسية ـ جامعة القاهرة، منذ 1968م و حتى وفاته.
- فهو أستاذ الاقتصاد والاقتصاد الإسلامي بكلية الاقتصاد والعلوم السياسية – جامعة القاهرة
- مؤسس قسم الاقتصاد الإسلامي بجامعة أم القرى
- وكيل نقابة التجاريين
- رئيس قسم الاقتصاد الإسلامي بجامعة أم القرى سابقا
- رئيس شعبة الاقتصاد الإسلامي بجامعة أم القرى سابقا
- مدير المعهد الإسلامي للبحوث والتدريب التابع للبنك الإسلامي للتنمية بجدة سابقا 1411 ـ 1415هـ.
- مؤسس ومشرف ومدير مركز الاقتصاد الإسلامي التابع للمصرف الإسلامي الدولي للاستثمار والتنمية بالقاهرة سابقا 1985 ـ 1990م
- عضو مجلس إدارة المصرف الإسلامي الدولي للاستثمار والتنمية 1980 ـ 1990م.
- مستشار اقتصادي للمصرف الإسلامي الدولي 1985 ـ 1990م.
- نائب جمعية الاقتصاد الإسلامي المصرية
- عضو مجلس إدارة مركز الشيخ صالح كامل للاقتصاد الإسلامي بجامعة الأزهر سابقا
- خبير البرنامج الإنمائي للأمم المتحدة بدولة اليمن سابقا
- خبير برنامج الأمم المتحدة للتنمية الصناعية بدولة الكويت سابقا
- مستشار مجلس الوحدة الاقتصادية العربية سابقا
- رئيس لجنة تنسيق البحوث بين البنوك الإسلامية 1991 ـ 1995م.
- أستاذ زائر ـ معار ـ جامعة أم درمان، جامعة الكويت، جامعة الملك عبد العزيز، جامعة أم القرى.
- أستاذ زائر في العديد من الجامعات العربية والإسلامية
- عضو العديد من المؤتمرات السياسية والاقتصادية في داخل مصر وخارجها

### مع الإخوان
- يقول د.عبد الحميد الغزالي المستشار السياسي للمرشد أن عدد الإخوان في مصر وصل إلي 15 مليون إخواني منهم 10 ملايين يسمون إخوان عاملين والخمسة مليون الآخرون مؤيدون لأفكارها وذلك في حوار له مع صحيفة المصري اليوم بتاريخ 29 أكتوبر 2009م :«نحن في مصر، والحمد لله، وصلنا إلى رقم 15 مليون إخوانى، حيث يوجد 10 ملايين يسمون «إخوان عاملين» في الجماعة، بينما الخمسة الآخرون مؤيدون لأفكارها، وهذه ليست أمانى ولكنها إحصائيات، أما عن عدد الإخوان خارج مصر فلا أعرف الرقم بالضبط.[1]»

## مؤلفات
الإنتاج العلمي في مجال المصرفية الإسلامية
- دراسة جدوى المصرف الإسلامي 1978م.
- الأرباح والفوائد بين التحليل الاقتصادي والحكم الشرعي 1990م
- حول أساسيات المصرفية الإسلامية، 2001م.
- العديد من المقالات في مجال المصرفية الإسلامية.
- الإشراف على العديد من الدراسات في مجال المصرفية الإسلامية كصادرات مركز الاقتصاد الإسلامي بالقاهرة، وللمعهد الإسلامي للبحوث والتدريب بجدة.
- الإشراف على العديد من رسائل الماجستير والدكتوراه في مجال المصرفية الإسلامية.
- الإشراف على تنفيذ برامج تدريبية لرفع كفاءة العاملين في بالمصارف الإسلامية.
- الاشتراك في العديد من الندوات وورش العمل والمؤتمرات حول المصرفية الإسلامية.